# Antoni Vieweger

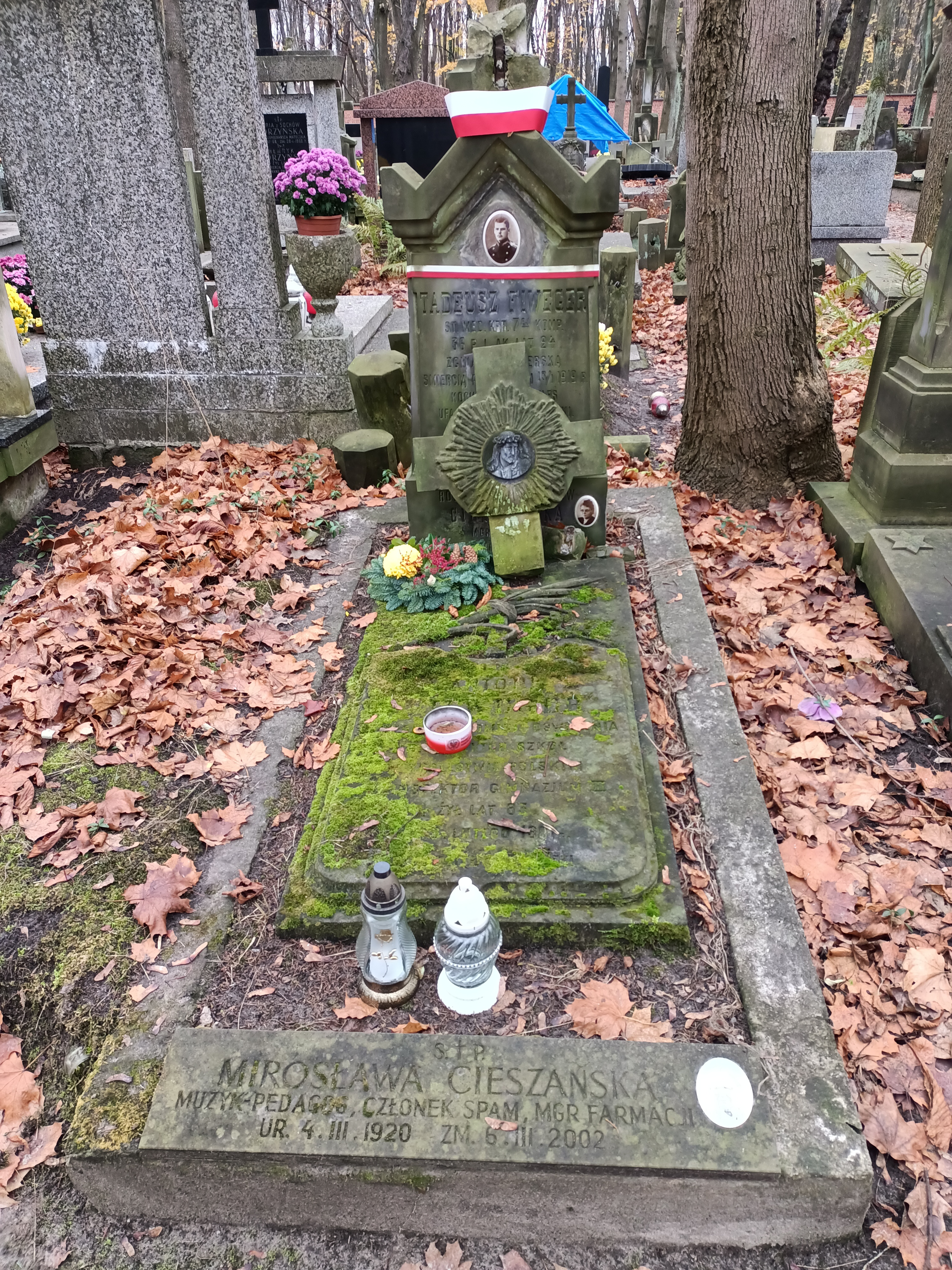
Grób Antoniego Viewegera na cmentarzu Powązkowskim

Antoni Vieweger (ur. 1818 w Warszawie, zm. 9 lutego 1901 tamże) – polski nauczyciel, filolog klasyczny.

## Życiorys
Urodził się w 1818 w Warszawie. Był potomkiem rodziny pochodzącej z obszaru Niderlandów i pierwotnie noszącej nazwisko Vieweger . W Warszawie w 1836 ukończył naukę w gimnazjum. Następnie odbył studia na Uniwersytecie Petersburskim, które w 1840 ukończył ze złotym medalem, otrzymując stopień kandydata nauk filozoficznych. Z wykształcenia był filologiem klasycznym.
W 1840 został powołany na stanowiska nauczyciela języka łacińskiego w szkole obwodowej przy ul. Freta w Warszawie. Równolegle był inspektorem szkół początkowych. Od 1845 do 1861 był nauczycielem języków starożytnych w gimnazjum gubernialnego w Suwałkach. W 1862 został rektorem gimnazjum gubernialnego w Łomży. W tym samym roku jako równolegle p. o. inspektora szkół elementarnych został mianowany do składu wydziału komisji rządowej wyznań religijnych i oświecenia publicznego. Niedługo potem w ramach reformy szkolnej Aleksandra Wielopolskiego został powołany na posadę dyrektora II Gimnazjum w Warszawie. Jednocześnie pełnił funkcję członka rady wychowania publicznego w Królestwie Polskim oraz członka komisji egzaminacyjnej. Po kolejnej reformie szkolnictwa z 1873 odszedł na emeryturę po 32 latach pracy.
Poza pracą zawodową uchodził za naukowca lingwistę. Był znawcą Litewszczyzny i do końca życia pracował nad opracowaniem słownika polsko-litewskiego.
Zmarł 9 lutego 1901 w Warszawie. Został pochowany w grobowcu rodzinnym na Cmentarzu Powązkowskim w Warszawie. Jego synem był Wiktor Feliks Fiweger (1865-1938, lekarz, oficer wojskowy).